# Standaardtijd
Standaardtijd is het resultaat van het synchroniseren van klokken in verschillende geografische locaties binnen een tijdzone naar dezelfde zone-tijd, in plaats van gebruik te maken van de plaatselijke meridiaan zoals in de lokale middelbare en de lokale ware zonnetijd.
Als er in een land zomertijd gebruikt wordt, kan standaardtijd verwijzen naar de wintertijd.

## Geschiedenis

### Verenigd Koninkrijk
Op 11 december 1847 werd door de Britse spoorwegen standaardtijd ingevoerd, toen ze overgingen van de lokale middelbare tijd naar Greenwich Mean Time (de middelbare tijd in Greenwich). De meeste openbare klokken waren voor 1855 gesynchroniseerd naar GMT.

### Noord-Amerika
Voor 1883 werd de lokale middelbare tijd door heel Noord-Amerika gebruikt.
In 2007 namen de Verenigde Staten van Amerika een federale wet aan waarin het gebruik van Coordinated Universal Time als basis voor standaardtijd werd geformaliseerd.

### Nederland
Voor 1909 verschilde de tijd in Nederland van plaats tot plaats en was het in het algemeen in het oosten later dan in het westen van het land. 
In de 19e eeuw maakte de komst van spoorwegen de invoering van een landelijke standaardtijd noodzakelijk. Daarom werd in een wijziging van het Spoorwegreglement van 31 juli 1866 bepaald, dat voortaan op alle spoorstations de Amsterdamse tijd zou gelden. Op 1 mei 1909 werd de Amsterdamse Tijd ook in heel  Nederland als de standaardtijd ingevoerd. 
In 1909 kreeg Nederland een nationale tijd, die gelijk was aan de plaatselijke middelbare tijd van Amsterdam, om precies te zijn die van de Westertoren (4°53'01,95"O). Deze tijd was GMT +0h 19m 32,13s tot 17 maart 1937. Hierna werd het vereenvoudigd tot GMT +0h 20m; deze tijd werd ook wel Loenense tijd of Gorinchemse tijd genoemd, omdat dit de middelbare tijd van Loenen en Gorinchem is. Dus om twaalf uur 's middags in Amsterdam was het 11:40 in Londen en 12:40 in Berlijn.
De overgang naar de huidige Midden-Europese Tijd vond plaats op 16 mei 1940. Op bevel van de Duitse bezetters werd de klok toen één uur en 40 minuten vooruit gezet. Die zomertijd gold ook gedurende de winters van 1941 en 1942. Pas in november 1942 werd de klok weer één uur teruggezet. In de jaren 1943-1945 gold alleen 's zomers de zomertijd, maar in 1946 werd de zomertijd voor een periode van ruim dertig jaar geheel afgeschaft.

## Gerelateerde onderwerpen
- Zomertijd en de lijst van landen zonder zomertijd
- Zonnetijd
- Tijdzone
- Greenwich Mean Time en de Meridiaan van Greenwich